# Blechnum rosenstockii
Blechnum rosenstockii là một loài dương xỉ trong họ Blechnaceae. Loài này được de la Sota mô tả khoa học đầu tiên năm 1973.
Danh pháp khoa học của loài này chưa được làm sáng tỏ. 